# Vladimer Gutsaevi
Vladimer Gavrilis Dze Gutsaevi (in georgiano ვლადიმერ გავრილის ძე გუცაევი?, in russo Владимир Гаврилович Гуцаев?, Vladimir Gavrilovič Gucaev; Tbilisi, 21 dicembre 1952) è un allenatore di calcio ed ex calciatore sovietico dal 1991 georgiano, di ruolo attaccante.

## Carriera

### Club
Durante la sua carriera ha vestito solo la maglia della Dinamo Tbilisi, in cui ha giocato dal 1971 al 1986.

### Nazionale
Conta 11 presenze ed una rete con la Nazionale sovietica.

## Palmarès

### Competizioni nazionali
- Campionato sovietico: 1

Dinamo Tbilisi: 1978
- Coppe sovietiche: 2

Dinamo Tbilisi: 1976, 1979

### Competizioni internazionali
- Coppa delle Coppe: 1

Dinamo Tbilisi: 1980-1981